# Anomala vitalisi
Anomala vitalisi är en skalbaggsart som beskrevs av Ohaus 1914. Anomala vitalisi ingår i släktet Anomala och familjen Rutelidae. Inga underarter finns listade i Catalogue of Life.